# Waren (Müritz)
Waren (Müritz) er en by og kommune i det nordøstlige Tyskland, beliggende under Landkreis Mecklenburgische Seenplatte i delstaten Mecklenburg-Vorpommern. Byen var frem til 2011 administrationsby i Landkreis Müritz. Den ligger ved nordenden af søen Müritz, omtrent 40 km vest for Neubrandenburg.
- Wikimedia Commons har flere filer relateret til Waren (Müritz)